# Pomeni imen asteroidov: 32001–33000
Pregled pomenov imen asteroidov (malih planetov) od številke 32001 do 3300, ki jim je Središče za male planete dodelilo številko in so pozneje dobili tudi uradno ime  v skladu z dogovorjenim načinom imenovanja. Pregled je preverjen z Schmadelovim “Slovarjem imen malih planetov” (“Dictionary of Minor Planet Names”). 
Pregled pojasnjuje izvor oziroma pomen imen asteroidov, ki ga je priznala Mednarodna astronomska zveza (IAU). Nekateri asteroidi imajo imajo dodatno pojasnilo o izvoru imena, ki pa vedno ni popolnoma zanesljivo (oznaka “†” ali “‡“). Pojasnilo o izvoru imena, ki je označeno z * je potrebno preveriti ali poiskati še v “Slovarju imen malih planetov”.
| Ime                  | Začasna oznaka | Izvor imena |
| 32001–32100          | 32001–32100    | 32001–32100 |
| -------------------- | -------------- | --- |
| 32096 Puckett        | 2000 KO38      | Tim Puckett, ameriški astronom † Arhivirano 2007-03-10 na Wayback Machine. |
| 32101–32200          |                | |
| 32184 Yamaura        | 2000 NC20      | Juiči Jamaura, eden izmed vodij v japonski Nacionalni agenciji za vesoljski razvoj (National Space Development Agency ali NASDA), prispeval je pri pripravi Centra vesoljske straže Bisei (Bisei Spaceguard Center ) †                                                                                               |
| 32201–32300          |                | |
| 32207 Mairepercy     | 2000 OQ7       | Maire E. Percy, kanadska raziskovalka faktorjev tveganja pri človeških boleznih, žena Johna R. Percyja (glej 32208) † Arhivirano 2007-09-27 na Wayback Machine. |
| 32208 Johnpercy      | 2000 OR7       | John R. Percy, britansko-kanadski profesor astronomije in astrofizike, soprog Maire E. Percy (glej 32207) † Arhivirano 2007-09-27 na Wayback Machine. |
| 32222 Charlesvest    | 2000 OD23      | Charles M. Vest (rojen 1941), ameriški predsednik Tehnološkega inštituta Massachusettsa (Massachusetts Institute of Technology ali MIT ) od leta 1990 do 2004 † |
| 32263 Kusnierkiewicz | 2000 OH69      | David Yan Kusnierkiewicz, ameriški sistemski inženir misije New Horizons † |
| 32267 Hermannweyl    | 2000 PS1       | Hermann Weyl (1885 – 1955), nemško-ameriški matematik † |
| 32270 Inokuchihiroo  | 2000 PC4       | Hiroo Inokuči, japonski fizik, odkritelj organske polprevodnosti in predsednik Japonskega vesoljskega foruma, ki vodi kraj, kjer je bil asteroid odkrit † |
| 32294 Zajonc         | 2000 QN9       | Ivo Zajonc, češki zoolog in ljubiteljski astronom, predsednik Nitra veje Slovaške zveze ljubiteljskih astronomov (Slovenský zväz astronómov amatérov ali SZAA), član Jihlavske astronomske zveze (Jihlavská astronomická společnost) in častni član Slovaške astronomske zveze (Slovenská astronomická spoločnosť) † |
| 32301–32400          |                | |
| 32401–32500          |                | |
| 32501–32600          |                | |
| 32532 Thereus        | 2001 PT13      | Terej, mitološki kentaver in lovec, ki je lovil medvede in jih nosil domov † |
| 32564 Glass          | 2001 QM68      | Eugene Glass, ameriški ljubiteljski astronom † |
| 32569 Deming         | 2001 QW71      | Leo Deming, ameriški ljubiteljski astronom, eden izmed ustanoviteljev originalnega observatorija Rose-Hulman (kraj odkritja) † |
| 32570 Peruindiana    | 2001 QZ71      | mesto Peru, Indiana, domače mesto odkritelja † |
| 32571 Brayton        | 2001 QA72      | Scott Brayton, ameriški avtomobilski dirkač † |
| 32601–32700          |                | |
| 32605 Lucy           | 2001 QM213     | Lucy, vzdevek za AL 288-1, 3,2 milijona let staro in 40 % popolno okostje Australopithecusa afarensisa, ki so ga odkrili leta 1974 med Mednarodno raziskovalno odpravo Afar (International Afar Research Expedition ali IARE) v dolino reke Avaš v etiopski depresiji Afar †                                         |
| 32701–32800          |                | |
| 32720 Simoeisios     | 2131 T-3       | Simoeisios, mlad Trojanski junak, ki ga je ubil Ajaks med trojansko vojno † |
| 32724 Woerlitz       | 4029 T-3       | park Dessau-Wörlitz, near Dessaua, Nemčija, je izredni primer parka iz 18. stoletja, pripada tudi Unescovi svetovni dediščini † |
| 32726 Chromios       | 4179 T-3       | Kromij, sin Priama, ubil ga je Diomed med trojansko vojno † |
| 32770 Starchik       | 1984 YY1       | Boris Stepanovič Starčik, ukrajinski inženir, graditelj, popotnik, gozdar in zaščitnik narave † |
| 32776 Nriag          | 1987 KG5       | kratica za Nacionalni raziskovalni inštitut za astronomijo in geofiziko (National Research Institute of Astronomy and Geophysics ali NRIAG), Helwan, Egipt † |
| 32796 Ehrenfest      | 1990 ET2       | Paul Ehrenfest (1880 – 1933), judovsko-avstrijski fizik † |
| 32801–32900          |                | |
| 32807 Quarenghi      | 1990 SN28      | Jacomo Quarenghi, italijanski arhitekt, ki je oblikoval Gledališče Hermitaž, Inštitut Smolny in Guards Manège (vse v Sankt Peterburgu) in Aleksandrovo palačo (v Carskojem selu) † |
| 32809 Sommerfeld     | 1990 TJ10      | Arnold Sommerfeld (1868 – 1951), nemški profesor fizike † |
| 32811 Apisaon        | 1990 TP12      | Apisaon, sin Fausija, borec iz trojanske vojne, † |
| 32853 Döbereiner     | 1992 SF2       | Johann Wolfgang Döbereiner (1780 – 1849), nemški profesor kemije† |
| 32890 Schwob         | 1994 AL1       | Pierre R. Schwob, ameriško-švicarski programerski inženir in ljubiteljski astronom † ‡ |
| 32893 van der Waals  | 1994 EM6       | Johannes Diderik van der Waals (1837 – 1923), nizozemski fizik, termodinamik in dobitnik Nobelove nagrade † |
| 32897 Curtharris     | 1994 PD        | Curtis Harris, ljubiteljski astronom † |
| 32899 Knigge         | 1994 PY1       | Adolph Freiherr von Knigge, nemški pisatelj in prevajalec † |
| 32901–33000          |                | |
| 32938 Ivanopaci      | 1995 TP2       | Ivano Paci, italijanski profesor, ki je nudil veliko podporo pri razvoju Observatorija Montagna Pisoiiese (Osservatorio Astronomico della Montagna Pistoiese) † |
| 32943 Sandyryan      | 1995 VK2       | Sandy Ryan, ameriški ponudnik tehnične pomoči pri Optičnemu in superračunalniškemu observatoriju letalskih sil Maui (Air Force Maui Optical and Supercomputing observatory ali AMOS † |
| 32944 Gussalli       | 1995 WC3       | Luigi Gussalli, italijanski strojni inženir in kontruktor vesoljskih plovil na reaktivni pogon † |
| 33000 Chenjiansheng  | 1997 CJ28      | Jiansheng Chen, kitajski astrofizik † |

| Predhodnik: 31001–32000 | Pomeni imen asteroidov Seznam asteroidov (32001-32250) Seznam asteroidov (32251-32500) Seznam asteroidov (32501-32750) Seznam asteroidov (32751-33000) | Naslednik: 33001–34000 |